# Zigmantas Balčytis

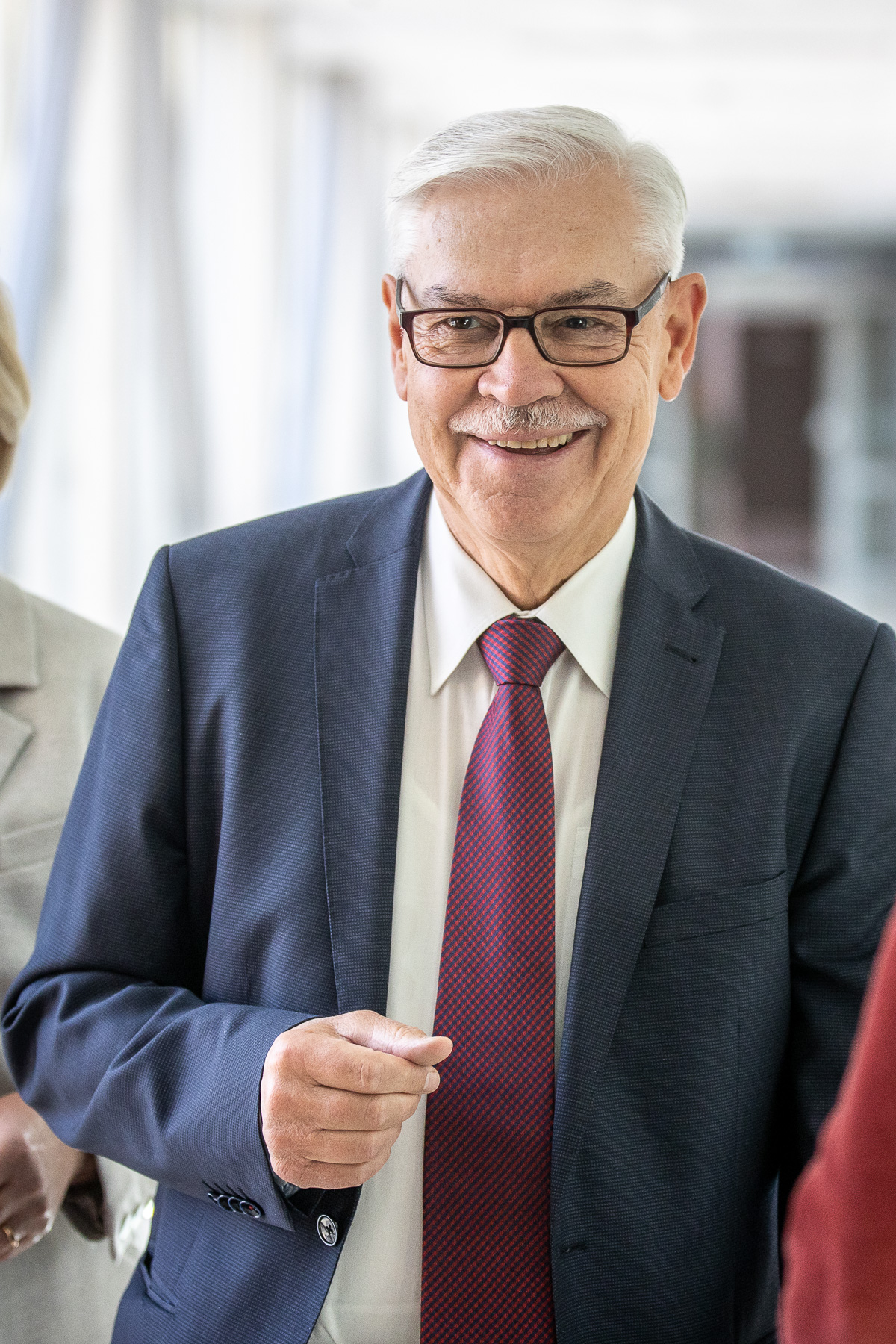
Zigmantas Balčytis (2023)

Zigmantas Balčytis (* 16. November 1953 in Juodžiai, Rajongemeinde Šilutė) ist ein litauischer sozialdemokratischer Politiker. Er war vom 1. Juni bis zum 4. Juli 2006 kommissarischer Ministerpräsident von Litauen, nachdem Algirdas Brazauskas seinen Rücktritt erklärt hatte. Balčytis konnte im Parlament allerdings keine Mehrheit finden, daraufhin wurde Gediminas Kirkilas am 29. Juni 2006 für die Nachfolge des zurückgetretenen Premierministers Brazauskas nominiert und am 4. Juli zum neuen Premierminister gewählt. Von 2009 bis 2019 war er Mitglied des Europäischen Parlaments.

## Ausbildung und Berufliches
Nach dem Abschluss zum Finanzwirt an der Vilniusser Universität 1976 arbeitete er in verschiedenen leitenden Verwaltungsfunktionen (Industrieministerium, litauischer Komsomol, Staatliche Philharmonie, Gewerkschaft), wechselte 1992 in die Privatwirtschaft (Asfalthersteller) und wurde 1994 in der Stadtverwaltung von Vilnius tätig. 1996 bis 2000 arbeitete er für das litauisch-ungarische Gemeinschaftsunternehmen Lithun. Seit seinem Einzug ins Parlament im November 2000 ist er Berufspolitiker.

## Politische Karriere
Bereits seit 1990 war Zigmantas Balčytis Mitglied der Litauischen demokratischen Arbeitspartei (LDDP), der Nachfolgerin der Litauischen Kommunistischen Partei (LKP).
1995 wurde er Abgeordneter im Rat der Stadtgemeinde Vilnius. Nach der Vereinigung der LDDP und der LSDP 2001 zur Litauischen Sozialdemokratischen Partei wurde er im Oktober 2001 als Kandidat der LSDP im Wahlkreis Šilalė-Šilutė direkt ins Parlament gewählt. 2004 und 2008 schaffte er die Wiederwahl, jeweils bereits im ersten Wahlgang (= mehr als 50 % der abgegebenen Stimmen). Seit November 2008 ist er Fraktionsvorsitzender der Fraktion der Sozialdemokraten im Seimas.
Nach der Regierungsübernahme der Sozialdemokraten im Juli 2001 war Balčytis Mitglied der Regierungen von Algirdas Brazauskas und Gediminas Kirkilas, zunächst als Verkehrsminister vom Juli 2001 bis April 2005 und dann als Finanzminister ab April 2005 bis März 2007. Am 26. März 2007 reichte er seinen Rücktritt ein, obwohl sein Sohn, der wegen Urkundenfälschung und Bestechungsversuch vor Gericht stand, zuvor am selben Tag freigesprochen worden war.
In der Zeit als kommissarischer Ministerpräsident führte er zudem kommissarisch das Arbeits- und Sozialministerium.
Bei den Wahlen zum Europäischen Parlament im Juni 2009 kandidierte Balčytis als Nummer 4 der Liste der Sozialdemokraten und zog durch Stimmenhäufung als einer von drei gewählten Mandataren dieser Partei ins Europaparlament ein. Er gehörte dem Haushaltskontrollausschuss sowie dem Ausschuss für Industrie, Forschung und Energie an und war Delegierter für die Beziehungen zur Volksrepublik China. Balčytis der Kandidat der LSDP bei der litauischen Präsidentschaftswahl im Mai 2014. In der Stichwahl unterlag er aber mit 40,9 % der Stimmen der bisherigen Präsidentin. Bei der Europawahl 2014 gelang ihm die Wiederwahl als Europaparlamentarier. Er behielt seine bisherigen Ausschussmitgliedschaften, zusätzlich war er in der Legislaturperiode bis 2019 Stellvertretender Vorsitzender der Delegation in der Parlamentarischen Versammlung Euronest.
Ab 2015 war er stellvertretender Parteivorsitzender der LSDP, Stellvertreter von Algirdas Butkevičius.

## Gescheiterte Wahl zum Ministerpräsidenten
Am 20. Juni 2006 fand im Parlament die Abstimmung über die Wahl von Zigmantas Balčytis zum neuen litauischen Ministerpräsidenten statt. Zum Zeitpunkt der Wahl verfügte die Regierungskoalition aus Sozialdemokraten, Bauernpartei, Liberalen und der neuformierten Bürgerdemokratie über 52 Stimmen. Bei der Wahl, die in offener Abstimmung erfolgte, konnte Balčytis keine weiteren Stimmen für sich gewinnen, um die notwendige Mehrheit der anwesenden Parlamentarier hinter sich zu bringen, die Abgeordneten der Arbeitspartei, auf deren Stimmen Balčytis gehofft hatte, enthielten sich meistenteils (insgesamt 32 Enthaltungen). 48 stimmten gegen ihn. Im Anschluss an diese Abstimmungsniederlage wurde Gediminas Kirkilas als neuer Kandidat der Sozialdemokraten für die Führung einer Minderheitsregierung vorgeschlagen.